# Salgótarján
Salgótarján (in tedesco Schalgau, in slovacco Šalgov-Tarjany) è una città che si trova nel nord-est dell'Ungheria. È il capoluogo della contea di Nógrád.

## Geografia fisica
Salgótarján si trova nelle colline di Cserhát, lungo il corso del fiume Tarján, presso il confine slovacco. Dista 120 km da Budapest, 70 chilometri da Miskolc e 11 km dal confine slovacco. È circondata colline ricoperte da rigogliose foreste.

## Economia

### Turismo
I principali punti di interesse turistico sono:
- il castello medioevale del tredicesimo secolo, si trova sulla cima di una collina rocciosa pochi chilometri a nord dalla città;
- il villaggio etnografico di Hollókő, a circa 20 km a sud-ovest della città, inserito dall'UNESCO tra i patrimoni dell'umanità.
- il castello di Somoskő a circa 10 km a nord presso il confine con la Slovacchia.

L'economia di Salgótarján è basata su turismo, industria e risorse minerarie (lignite). Le industrie sono prevalentemente acciaierie, vetrerie e industrie per la manifattura dei tabacchi.

## Amministrazione

### Gemellaggi
- Banská Bystrica
- Gliwice
- Lučenec
- Vantaa
- Vigarano Mainarda

## Galleria d'immagini

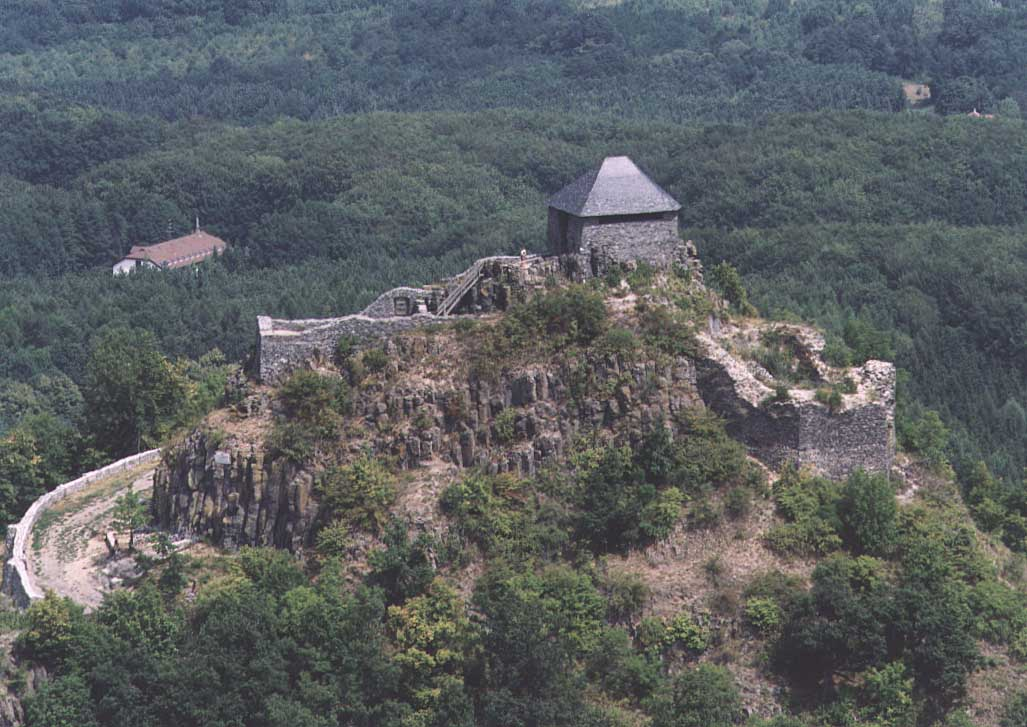
Resti del castello di Salgótarján